# أسد يهوذا

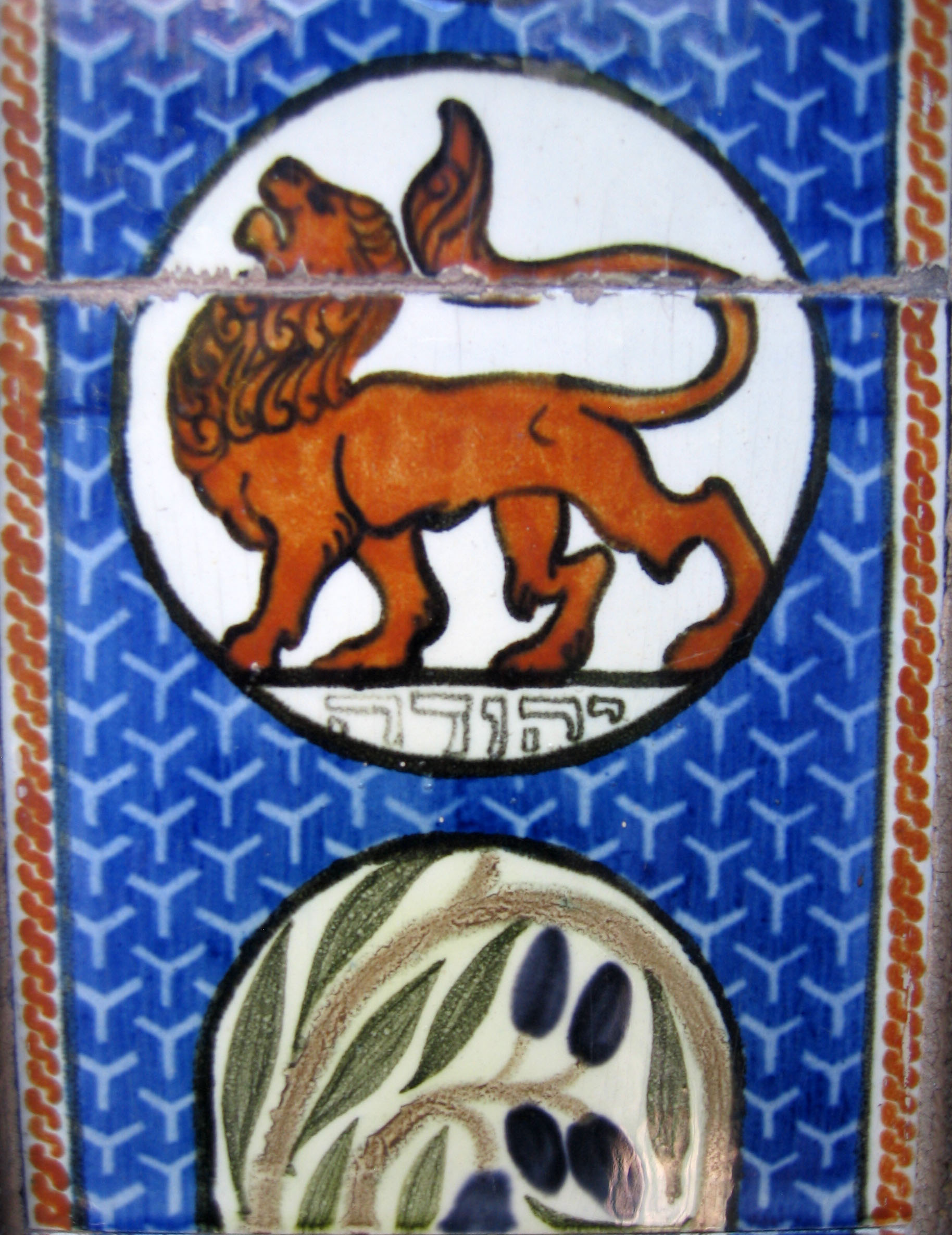
أسد يهوذا على بلاط خزفي من بتسلئيل.

أسد يهوذا (بالعبرية: אריה יהודה‏) Aryeh Yehudah هو رمز قومي وثقافي يهودي، وهو كذلك رمزٌ تقليدي لقبيلة يهوذا الإسرائيلية. وبحسب التوراة، يتكون السبط من نسل يهوذا، الابن الرابع ليعقوب. يمكن العثور على العلاقة بين يهوذا والأسد أولًا في البركة التي أعطاها يعقوب لابنه يهوذا في سفر التكوين.
ورد ذكر أسد يهوذا أيضًا في سفر الرؤيا، كمصطلح يمثل يسوع، وفقًا لعلم اللاهوت المسيحي. كان أسد يهوذا أيضا واحدًا من أباطرة إثيوبيا السليمانيين.

## التاريخ

شعار القدس الإسرائيلي

إن يهوذا التوراتية (بالعبرية: يهودا) هي سلف مسمى لقبيلة يهوذا، ويرمز إليها تقليديًا بالأسد. وفي سفر التكوين، قدم البطريرك يعقوب («إسرائيل») هذا الرمز لهذه القبيلة عندما يشير إلى ابنه يهوذا بوصفه غور أرييه גּוּר אַרְיֵה יְהוּדָה، «الأسد الشاب» (التكوين 49:9) عندما باركه. وفي تقليد التسمية اليهودي، غالبًا ما يتم الجمع بين الاسم العبري والاسم البديل كثنائي، كما في هذه الحالة. لقد تم استخدام أسد يهوذا كرمز يهودي لسنوات عديدة، ولأن أورشليم كانت عاصمة مملكة يهوذا، فقد تم تضمين الأسد في عام 1950 في شعار أورشليم.
لقد تم تصوير الأسد على خريطة أعالي النيل التي نشرها الإيطالي جوبي لودولفي عام 1683 واصفًا رمز أسد يهوذا بأنه الشارة الملكية للإمبراطورية الإثيوبية. زعمت سلالة إثيوبيا الحاكمة أن أصولها الأبوية تعود إلى البيت الملكي الإسرائيلي في يهوذا. كان أسد يهوذا هو اللقب الوراثي لأباطرة الإثيوبيين السليمانيين بما في ذلك يوحنس الرابع ومنليك الثاني وهيلا سيلاسي وقد تم وضعه على علم إثيوبيا من 1897 إلى 1974 ونظرًا لارتباطه بهيلا سيلاسي، فإن الأسد ما زال رمزًا مهمًا بين أعضاء الحركة الراستافارية.

### التاريخ الإثيوبي
يؤكد تاريخ إثيوبيا كما هو مسجل ومفصل في أطروحة من القرن الثالث عشر، كيبرا ناغاست، النسب من حاشية من الإسرائيليين الذين عادوا مع ماكيدا، ملكة سبأ من زيارتها للملك سليمان في أورشليم، الذي حملت من خلاله مؤسس السلالة السليمانية منليك الأول. وبما أن سليمان كان من سبط يهوذا، فإن ابنه منليك وُلد لمواصلة الخط، والذي وفقًا للتاريخ الإثيوبي، كان ينتقل مباشرة من ملك إلى ملك حتى تم خلع الإمبراطور هيلا سيلاسي (ظاهريًا الملك رقم 225 من الملك داود) في عام 1974.
في التاريخ المسيحي واليهودي الإثيوبي، كان هناك أيضًا مهاجرون من قبائل دان ويهودا قد رافقوا ماكيدا من زيارتها لسليمان؛ وبالتالي فإن الشعار الجعزي Mo`a "Anbessa Ze'imnegede Yihuda ("أسد يهوذا قد غزا")، كان من بين ألقاب الإمبراطور لجميع السلالة السليمانية.
برز شكل أسد يهوذا بشكل بارز على العلم الإمبراطوري القديم، والعملة، والطوابع، وما إلى ذلك، وربما لا يزال يُشاهد وهو يزين شرفة العاصمة كرمز وطني. وبعد انهيار نظام ديرغ الشيوعي عام 1990 وازدياد الحريات السياسية على النمط الغربي، ظهر حزب سياسي ثانوي يحمل اسم Mo`a Anbessa.

### حركة الراستافاري

العلم الإمبراطوري لهيلا سيلاسي إمبراطور إثيوبيا، مع أسد يهوذا في المنتصف، والصولجان وخمس نجوم داود.

أسد يهوذا هو رمز بارز في الحركة الراستافارية. إنه يمثل الإمبراطور هيلا سيلاسي الأول بالإضافة إلى كونه رمزًا للقوة والملكية والفخر والسيادة الأفريقية. اعتبر الحركة الراستافارية ذكر "أسد يهوذا" في تكوين 49:9 ورؤيا 5:5 من الكتاب المقدس أنها إشارة إلى الإمبراطور هيلا سيلاسي الأول بالألقاب: ملك الملوك، سيد السادة، أسد يهوذا، منتخب الرب، نور العالم".

### في المسيحية

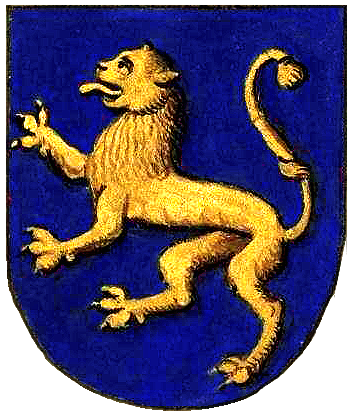
أسد يهوذا (ثيسورو دي نوبريزا، 1675)

تظهر العبارة في العهد الجديد في Revelation 5:5: «وقال لي أحد الشيوخ، لا تبكي. هوذا أسد سبط يهوذا، أصل داود، قد غلب على فتح السفر، وعلى خلع أختامها السبعة». يُنظر إلى هذا على نطاق واسع على أنه إشارة إلى المجيء الثاني للمسيح بين المسيحيين.
تستخدم العديد من المنظمات والوزارات المسيحية أسد يهوذا كشعار لها أو حتى كأسم لها.

### في الأدب
استخدم سي سي. إس. لويس مستوحيًا من أسد يهوذا أسدًا اسمه أصلان لتمثيل يسوع في سجلات نارنيا.

## روابط خارجية
- الأسود في الفن اليهودي
- شعارات يهودية
- فيلم أسد يهوذا الصغير